# Republic RC-3 Seabee
Republic RC-3 Seabee — американский лёгкий самолёт-амфибия. Разработчик и производитель — компания Republic Aviation. Выпускался в 1946—1947 годах, всего построено 1060 самолётов. Широко применялся в гражданской авиации общего назначения, ограниченно эксплуатировался в ВВС нескольких стран.

## Разработка

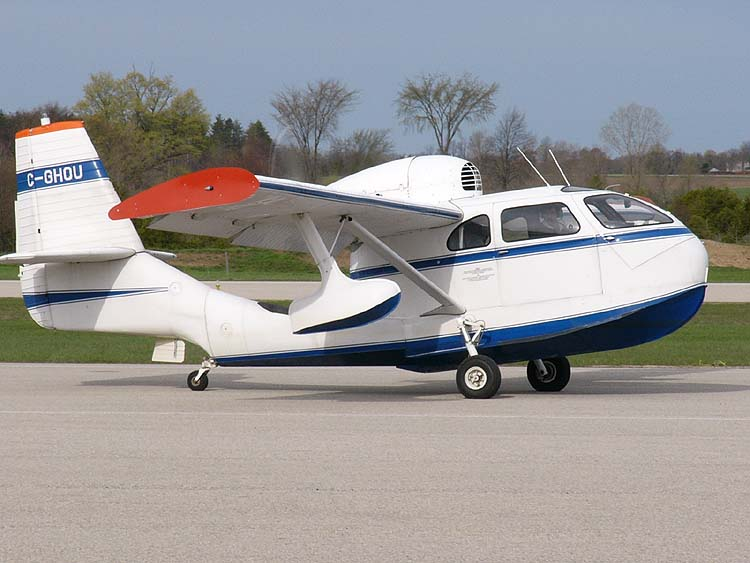
Republic RC-3 Seabee

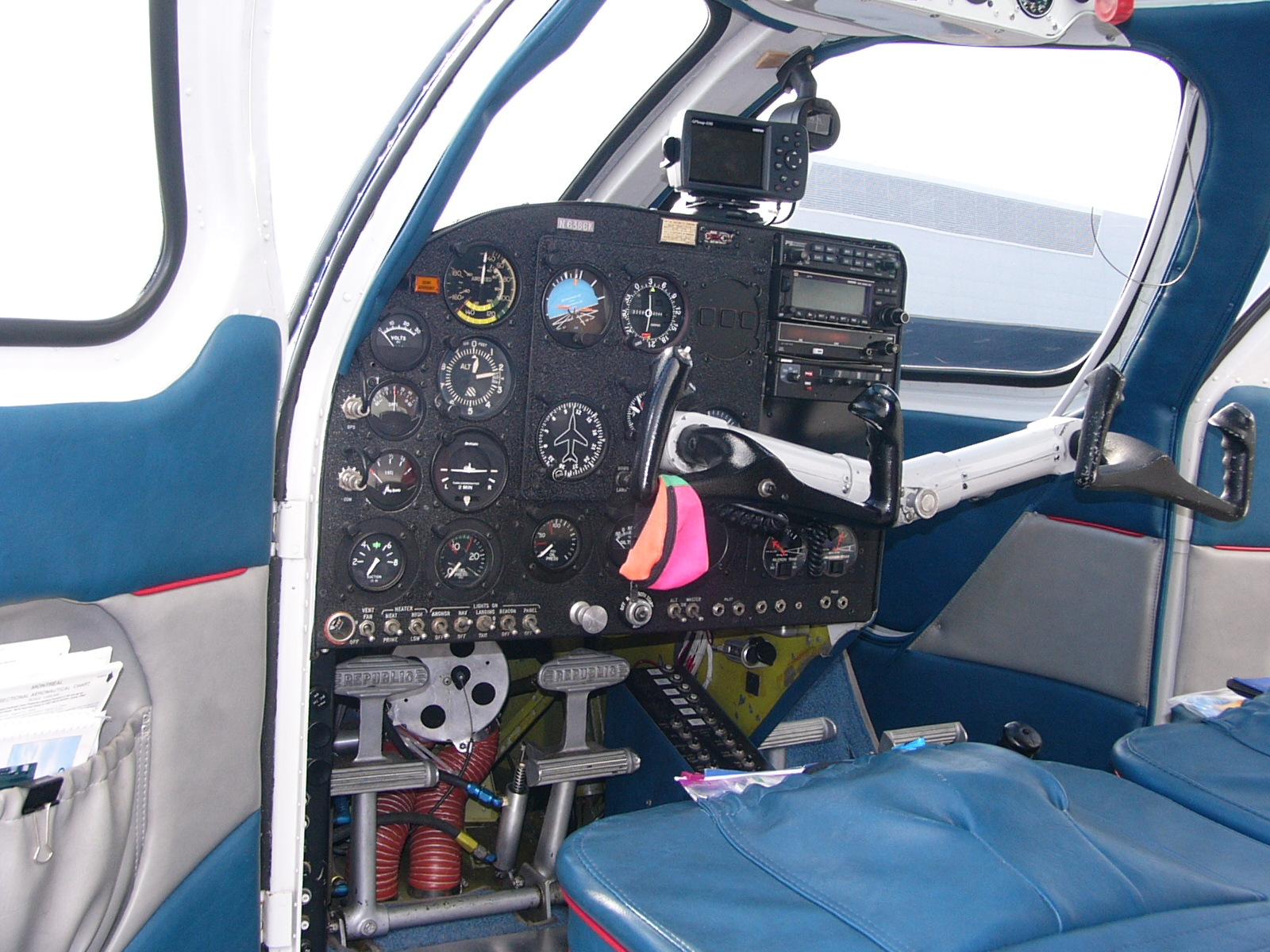
Кабина Republic RC-3 Seabee

Началом истории создания самолёта можно считать 1937 год, когда два инженера — Vincent A. Larsen, бывший сотрудник фирмы Sikorsky, и опытный любитель авиастроения Percival Hopkins Spencer, сотрудник Republic Aviation, объединились для создания самолёта-амфибии Spencer-Larsen SL-12C. Работы шли медленно. В 1940 году Спенсер ушёл из проекта и основал собственную фирму. Результатом работ был прототип самолёта Spencer S-12 Air Car Amphibian. Первый полёт прототипа совершён 8 августа 1941 года. Машина представляла собой двухместную амфибию-высокоплан с толкающим винтом — по такой схеме впоследствии и был создан серийный Republic RC-3.
В апреле 1943 Спенсер покинул Republic Aviation и перешёл в Чикагскую фирму Mills Novelty Company, которая намеревалась использовать новый самолёт в рекламных целях. Построенный прототип привлёк внимание возможных заказчиков. Видя значительный потенциал машины, компания Republic выкупила права на самолёт и разработала его цельнометаллический вариант: этот прототип, Model RC-1 Thunderbolt Amphibian, совершил первый полёт 30 ноября 1944 года. Пилотом был сам Спенсер.
К концу 1944 фирма Republic получила 1972 гражданских заказа на самолёты (по цене 3500 долл. за машину, впоследствии часть заказов отменена). Самолётом заинтересовались и военные ведомства — авиация армии и флота. Поступили заказы от армейской авиации на вариант самолёта для поисково-спасательных операций.

## Конструкция
Поршневой высокоплан с толкающими винтом, цельнометаллический.

## Производство
Первый самолёт серийного выпуска был произведён в марте 1946 г. и поставлен покупателю в июле. Серийное производство продолжалось до октября 1947, когда из-за нехватки производственных мощностей (занятых другими самолётами, в частности — военными), фирма прекратила выпуск Seabee. Общий выпуск составил 1060 машин.
Продажная цена самолёта выросла в ходе производства с 4495 долларов в июле 1946 до 6000 долл. в ноябре 1946. Такая цена была весьма привлекательной для цельнометаллической амфибии по тем временам. Последний самолёт продан в 1948 г.

## Эксплуатация
Самолёт приобрёл популярность в США и Канаде, ряде других стран, где имелась длинная береговая линия, большое количество рек и озёр, труднодоступные лесные и таёжные местности, где лёгкий самолёт-амфибия был наиболее удобен в качестве транспортного средства. Всего 108 самолётов были поставлены на экспорт, в частности, в Бразилию, Панаму, на Кубу, в Уругвай, Колумбию, Мексику, Перу, Венесуэлу, Чили, Аргентину, Фиджи, Великобританию, Норвегию и Швецию. Машина в основном эксплуатировалась в авиации общего назначения частными владельцами.
К 2006 году более 250 самолётов Seabee находятся в эксплуатации, несколько из них — в коммерческой, как авиатакси и для транспортного обслуживания малоосвоенных территорий.
Часть самолётов эксплуатировалась военными ведомствами США, Парагвая, Южного Вьетнама и Израиля (1 самолёт). Единственный израильский RC-3 был уничтожен истребителями ВВС Египта в первый же день объявления Израилем независимости.

## Лётно-технические характеристики
- Экипаж: 1 пилот, 3 пассажира
- Длина: 8,5 м
- Размах крыльев: 11 м
- Высота: 3 м
- Вес (пустой): 933 кг
- Вес (максимальный взлётный): 1 429 кг
- Двигатель: × 1 ПД Franklin 6A8-215-B8F или 6A8-215-B9F, 6-цилиндровый горизонтальный оппозитный, мощностью 215 л.с.
- Максимальная скорость: 238 км/ч
- Дальность: 850 км
- Практический потолок: 4000 м
- Длина разбега с максимальной загрузкой: 244 м (земля), 305 м (вода)

## В искусстве
В фильме «Человек с золотым пистолетом» (1974) для полёта в логово Скараманги, Бонд использует гидросамолёт Republic RC-3 SeaBee.